# Clematis rubifolia
Clematis rubifolia là một loài thực vật có hoa trong họ Mao lương. Loài này được C.H.Wright mô tả khoa học đầu tiên năm 1896.